# Полтава (линейный корабль, 1829)
«Полтава» — русский 84-пушечный парусный линейный корабль 3 ранга типа «Императрица Александра». Последний в истории русского парусного флота корабль с именем «Полтава».

## Описание корабля
Один из восьми 84-пушечных парусных линейных кораблей с деревянным корпусом типа «Императрица Александра», построенных в Новом адмиралтействе Санкт-Петербурга с 1826 по 1835 год. Водоизмещение корабля составляло 3500 тонн, длина между перпендикулярами по сведениям из различных источников 58,21—59,8 метра, ширина без обшивки — 15,24—15,3 метра, глубина интрюма — 7,2 метра, а осадка 6,6—7 метров. По официальной классификации корабли этой серии относились к 74-пушечным, но в действительности несли до 96 орудий, так у «Полтавы» в источниках указывается вооружение до 90 орудий.

## История службы
Заложен 5 декабря 1828 года на стапеле Нового адмиралтейства в Санкт-Петербурге. Постройкой руководил корабельный мастер Александр Андреевич Попов. Спущен на воду 12 октября 1829 года.
В 1830—1832, 1834, 1836—1839 годах в составе эскадр осуществлял практические плавания в Балтийском море и Финском заливе.
В 1835 году в составе эскадры вице-адмирала П. И. Рикорда осуществлял доставку Гвардейского корпуса из Кронштадта в Данциг и обратно.
3 июля 1836 года на Кронштадтском рейде принял участие в церемонии встречи Балтийским флотом ботика Петра I. В 1846—1848 годах прошел тимберовку.
В 1848—1850 годах участвовал в экспедиции Балтийского флота к берегам Дании. С 28 июля по 30 августа 1849 года в составе 2-й дивизии контр-адмирала Балка осуществил крейсерство в районе острова Готланд. В 1850 году в составе той же дивизии снова крейсировал у Готланда, а затем в районе острова Мэн.
В 1851 и 1853 годах в составе эскадр находился в практических плаваниях в Финском заливе.
С 1853 года участвовал в Крымской войне, осуществляя перевозку войск по акватории Балтийского моря.
Линейный корабль «Полтава» исключен из списков кораблей Императорского флота 21 марта 1860 года.

## Командиры корабля
Командирами линейного корабля «Полтава» в составе Российского императорского флота в разное время служили:
- 1829 — Х. А. Метакса;
- 1830—1834 — К. Н. Баскаков;
- 1834—1836 — Л. М. Серебряков;
- 1837—1841 — В. П. Сурков;
- 1848—1849 — Л. Л. Князев;
- 1851 — Д. И. Кузнецов;
- 1853 — 30.08.1855 — капитан 1-го ранга Карякин, Никита Никитич
- 30.08.1855 — 1857 — капитан 1-го ранга Родионов, Павел Андронович